# Ганай Вероніка Вікторівна
 Ні́ка Гана́й (Гана́й Вероні́ка Ві́кторівна)  (нар. 22 березня 1995, с. Залужжя, Теплицький район) — українська письменниця, член Національної спілки письменників України (2018),

## Біографія
Народилась 22 березня 1995 року в с. Залужжя Теплицького району на Вінниччині. В рідному селі здобула музичну і середню освіту. Закінчила відділення хорового диригування Вінницького училища культури і мистецтв ім. М. Леонтовича (2014). Вищу філологічну та музичну освіту здобула у Вінницькому державному педагогічному університеті ім. М. Коцюбинського. Протягом 2015-2020 рр. працювала журналісткою та ведучою на радіо «ВІНТЕРА». Наразі є артисткою Подільського камерного хору "Леонтович-капела" Вінницької обласної філармонії ім. М.Д.Леонтовича. 

## Літературна діяльність
Авторка книги віршів і прозових мініатюр «Уривки самотніх думок» (2015), збірки оповідань "Формули" (2021), публікацій у регіональній періодиці. Учасниця вінницьких ЛІТО «Автограф», «Вітрила» та «ЛОВ».

Учасниця семінару НСПУ з творчою молоддю в Одесі (2017), за результатами якого рекомендована до вступу до Спілки письменників за спрощеною процедурою.
Займається музичною практикою.

## Відзнаки
- Лауреатка фестивалю поезії «Підкова Пегаса» (2018);[3]
- Літературно-мистецька премія «Кришталева вишня» (2021).[4]